# اندیس گیو تنگه
گیو تنگه یک اندیس فلزی است که در حوالی شهر کیاسر استان سمنان قرار دارد و مادهٔ معدنی موجود در آن، سرب و روی است.  